# Begoña Vía-Dufresne
Begoña Vía-Dufresne (Barcellona, 13 febbraio 1971) è un'ex velista spagnola.

## Palmarès

### Olimpiadi
- 1 medaglia:
  - 1 oro (Atlanta 1996 nella classe 470)